# Форстмерен
Фо́рстмерен (нем. Forstmehren) — община в Германии, в земле Рейнланд-Пфальц. 
Входит в состав района Альтенкирхен-Вестервальд. Подчиняется управлению Альтенкирхен.  Население составляет 169 человек (на 31 декабря 2010 года). Занимает площадь 1,61 км².